# Modenese (pollo)
La Modenese, chiamata anche Fulva di Modena, è una razza italiana di pollo, originaria della provincia di Modena.
Gli aspetti morfologici della razza la collocano nella classe delle razze ovaiole di tipo mediterraneo.

## Origini

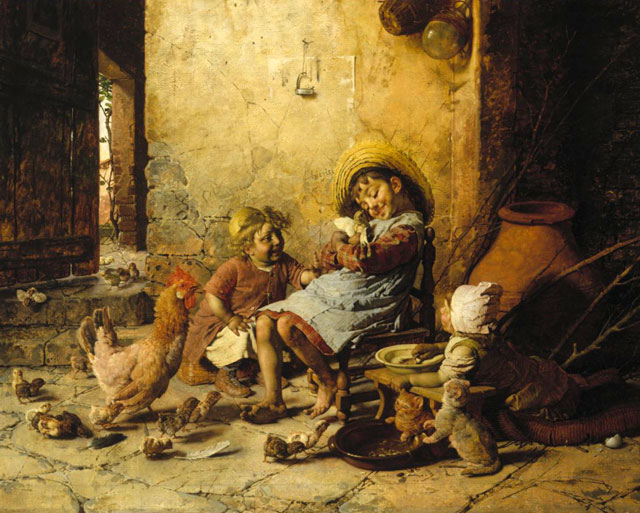
Gaetano Chierici, La chioccia (olio su tela, 1897, Musei civici fi Reggio Emilia)

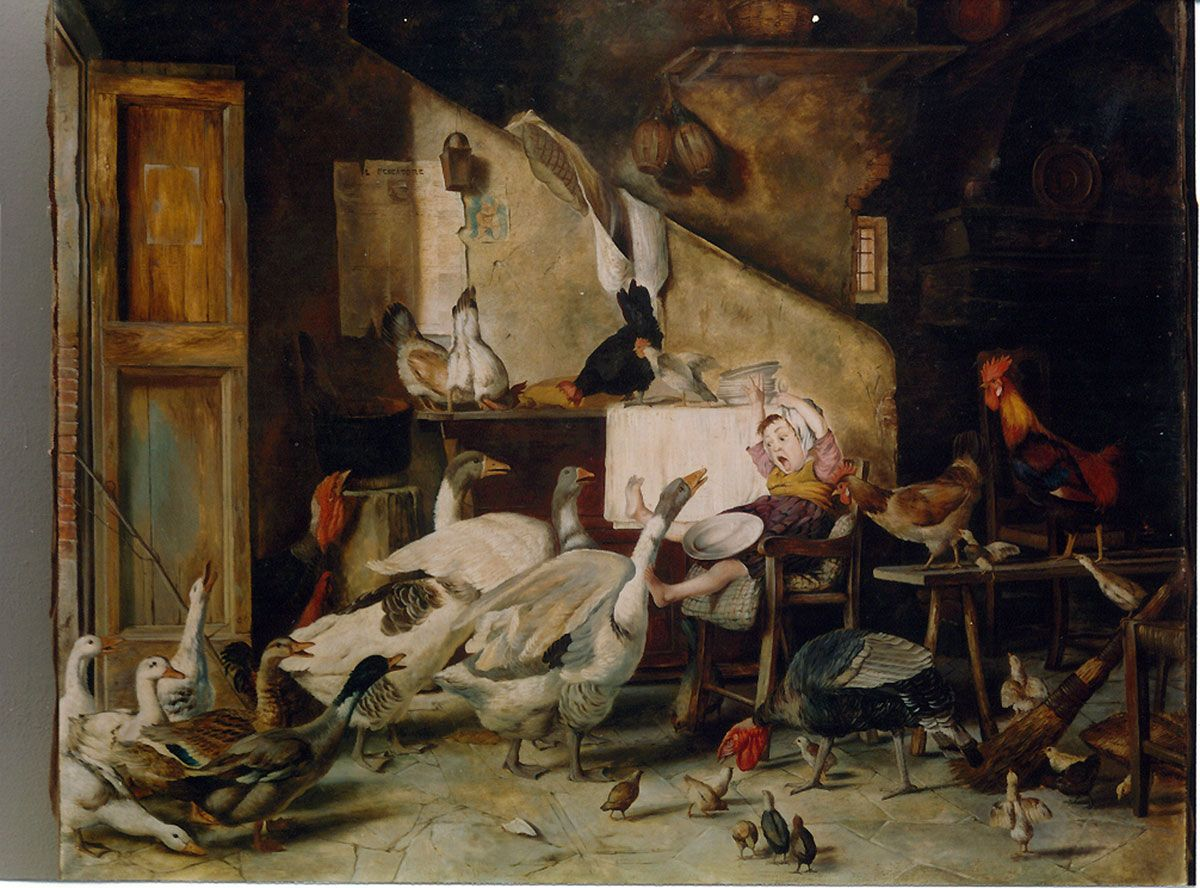
Gaetano Chierici, Uno spaventoso stato di cose

La modenese è ritenuta, secondo alcuni esperti, una razza primitiva mediterranea che nel corso degli anni si è sviluppata nell'ambito della provincia di Modena.
Altri studi collocano la definizione della razza Modenese negli anni 1940, a seguito di incroci con altre razze, tra cui la Livorno bianca, la Livorno dorata e la Padovana comune (detta anche Megiarola migliorata). Tuttavia, le galline di razza modenese sono presenti in molti dipinti del pittore reggiano Gaetano Chierici (1838-1920), il che sembra smentire almeno in parte la ricostruzione storica proposta. Peraltro, non può escludersi che nel XX secolo le suddette razze siano state effettivamente impiegate per migliorare geneticamente l'originaria razza modenese pura.
Negli anni 2000 la facoltà di medicina veterinaria dell'Università di Parma ha avviato un progetto di agrobiodicersità volto al recupero della razza modenese, dopo che ne venne rinvenuto un gruppo in purezza presso un allevatore di Nonantola.
Nel 2009 la razza modenese è stata iscritta dalla Regione Emilia-Romagna nel Repertorio volontario regionale delle risorse genetiche indigene agrarie (codice RER A012), definendone la sxheda tecnica.

## Caratteristiche morfologiche
Il tronco presenta una forma cilindrica, con caratteristiche tipiche del pollo omeosomo.
La testa ha una grandezza medio-grande. La cresta è sempre semplice di grande sviluppo, eretta nel gallo e ripiegata su un lato della testa nella gallina, specialmente nelle prime fasi della deposizione. La tessitura è media con presenza di fine granulazione. I bargigli sono molto sviluppati e specialmente i galli li presentano di dimensioni superiori alla media. Orecchioni tendenti al bianco giallastro con alcune tracce rosse. Il becco è di tonalità gialla, a volte screziato di bruno. Gli occhi sono bruno-arancio, grandi e vivaci. 
Il collo si presenta di media-corta lunghezza, armonico e con folta mantellina. 
Le spalle sono larghe e arrotondate, mentre le ali sono aderenti al corpo.
La coda è sviluppata, con le falciformi del maschio sviluppate, ma non così accentuate come le razze analoghe. 
Il petto, pur largo e profondo, non è eccessivamente sviluppato. 
Le zampe sono di colore giallo intenso, con tarsi mediamente lunghi e sottili con quattro dita.
Produce uova di colore bianco puro e di almeno 55 grammi.

### Difetti gravi
I difetti dipendono spesso dalla scarsa selezione e consistono in creste a forma di "S", orecchioni molto rossi, cresta eretta nella femmina, e altri difetti.

## Colorazioni
Le colorazioni fulve più diffuse sono la dorata frumento e la dorata frumento blu.
Alcuni esemplari possono presentare una colorazione bianca, il collo dorato, oppure sono neri con tracce rossastre al collo e al groppone ed alcuni splach.

## Qualità
La modenese depone uova bianche, di peso non inferiore a 55 g. La produzione si aggira sulle 180 unità all'anno.
La razza è utilizzata anche per la sua carne, in particolare per la preparazione dei tortellini e bolliti.